# 卡罗尔·鲁斯尼亚克
卡罗尔·鲁斯尼亚克（1967年11月26日—），斯洛伐克男子冰球运动员，场上位置是前锋。他曾代表斯洛伐克国家队参加1998年冬季奥林匹克运动会冰球比赛，获得第10名。